# Nephthea lanternaria
Nephthea lanternaria is een zachte koraalsoort uit de familie Nephtheidae. De koraalsoort komt uit het geslacht Nephthea. Nephthea lanternaria werd in 1973 voor het eerst wetenschappelijk beschreven door Verseveldt. 